# Carlos Sherman
Carlos Sherman (Bielorruso: Карлас Шэрман; Montevideo, 25 de octubre de 1934 - Noruega, 4 de marzo de 2005) fue un traductor y escritor bielorruso de origen uruguayo. Fue, asimismo, vicepresidente honorario del Centro PEN de Bielorrusia, una asociación internacional de escritores que buscan promover la cooperación intelectual y el entendimiento entre autores. También tuvo un destacado papel como activista de los derechos humanos. Tradujo obras originales del español al bielorruso y al ruso. 

## Biografía
Carlos nació en Brasil y luego se fue a Uruguay. Su padre era oriundo del oeste de Kiev y su madre tenía ascendencia americana. Se crio en Argentina y estudió filología en la Universidad de Morón en Buenos Aires, desde 1951 a 1956, período en el que comenzó su trayectoria como hombre de letras, al conocer, entre otros muchos autores, a Pablo Neruda. En 1955, se convirtió en editor del diario Mi Pueblo. Un año más tarde, su padre, influenciado por la propaganda soviética, decide regresar a Bielorrusia - entonces parte de la URSS -  acompañado de toda la familia. En un principio, Carlos trabajó como empleado en una fábrica de chocolates. 
A partir de 1980, se dedicó exclusivamente al ámbito literario. Tradujo al español la obra de importantes escritores y poetas bielorrusos como Yakub Kolas, Yanka Kupala, Ryhor Baradulin y Vasil Bykau. También tradujo al bielorruso y al ruso las obras completas de Federico García Lorca, Neruda y otros autores, al tiempo que continuaba escribiendo su propia poesía en español. 
A finales de la década de 1980, lanzó una campaña para establecer un centro bielorruso de la Organización Internacional PEN, y, una vez establecido, ejerció como su vicepresidente hasta 2003, cuando se vio forzado a abdicar debido a un repentino deterioro de salud. 
Falleció dos años más tarde en un hospital de Noruega a los 71 años de edad.